# Jesús de Nazaret en el cine mexicano
El cine mexicano ha representado la vida de Jesús de Nazaret desde varios puntos de vista, siendo el más común el encarnado por el Nuevo Testamento. México es un país con más del 90 % de la población católica, por lo que siempre se ha tocado la vida de Jesús desde la visión católica de la vida de Jesucristo. Desde 1942 hasta 1969-1970. Es común ver este tipo de películas durante la Semana Santa en México en las cadenas televisivas.

## Inicios
En el año de 1942 el general y Presidente de México Manuel Ávila Camacho (conocido por su piadoso catolicismo) hizo una declaración sobre que el cine mexicano debería tratar temas religiosos.
Fue entonces que José Díaz Morales, director español creó un argumento cinematográfico, considerado por varios críticos poco apegado al Nuevo Testamento y más apegado al punto de vista del realizador. Tras hacer las audiciones, se escogió a José Cibrián como Jesús, Adriana Lamar como María Magdalena, Aurora Walker como la Virgen María, José Baviera como Poncio Pilatos y Rafael María de Labra como Caifás. Díaz Morales comenzó a filmar el 27 de marzo de 1942.

## Los filmes de Miguel Contreras Torres
El director Miguel Contreras Torres, mexicano, siempre gustó de hacer películas con temática histórica, como la dilogía de José María Morelos. El padre Morelos (1941) y El rayo del sur (1943). Ahora, en 1945, decidió recrear la vida de Jesús desde el punto de vista de la Virgen María, en la película Reina de reinas: La Virgen María, con Luana de Alcañiz en el papel de María, Luis Alcoriza como Jesucristo y la esposa del director Contreras Torres, Medea de Novara como María Magdalena. Esta misma actriz, protagonizó el mismo año María Magdalena: Pecadora de Magdala, con el mismo reparto (Alcoriza y Luana de Alcañiz), Rafael Banquells como Juan el Evangelista, Tito Junco como Judas Iscariote y José Baviera en su segunda y tercera interpretación de Poncio Pilatos.

## El Mártir del Calvario
Se suele considerar a esta cinta como la más representativa que el género bíblico ha producido en México. Miguel Morayta, un director que después de esta cinta sólo filmó películas de corte urbano y musical, llevó a Enrique Rambal, un joven actor español, a protagonizar esta película, junto a Consuelo Frank (Virgen María), Manolo Fábregas (Judas Iscariote) y José Baviera (en cuarta y última vez que hizo a Pilatos) y la actuación especial de Alicia Palacios como María Magdalena. La película se estrenó el miércoles de la última semana de cuaresma, es decir el 2 de abril de 1952. Debido a que hasta entonces, el papel de Jesucristo sólo había sido interpretado por actores de origen español, se dio pie a comentarios sobre que este papel estaba reservado para españoles, por ser ellos quienes trajeron el catolicismo a México.

## Cine posterior
Después de la filmación de El Mártir del Calvario, transcurrirían 13 años antes de que los directores mexicanos volvieran a dirigir una cinta con temática bíblica. En 1965 Julio Bracho filmó El Proceso de Cristo, una historia que contaba desde el punto de vista de Pedro Apóstol y Pilatos la historia de la Pasión de Cristo mediante el recurso del flashback, situado en la escena del retiro de Pilatos, cuando Pedro  y Barrabás son llevados a Roma para ser crucificados. La película contó con las actuaciones de Julián Soler (Poncio Pilatos), Germán Robles (Caifás), María Teresa Rivas (Claudia, esposa de Pilatos), José Baviera (Aristarco), Víctor Alcocer (Simón Pedro), Wolf Ruvinskis (Barrabás), Wally Barrón (Herodes Antipas), Andrea Palma (Herodías) y en el papel de Cristo Enrique Rocha.
También se han hecho versiones que abordan el tema de forma diferente. En 1970, Cristo 70 de Alejandro Galindo, una versión basada en el argumento de un criminal que representa a Jesús durante la Semana Santa en un pueblo, pero al final sus compañeros terminan matándolo en la cruz, con Carlos Piñar, Nora Larraga "Karla", y Gabriel Retes. La cinta El elegido (1975) de Servando González es una historia original de Carlos Solórzano, que trata la vida de un taxista que representa a Cristo durante las celebraciones de la Semana Santa en Iztapalapa.

## La trilogía 1969-1970
Cuatro años después Miguel Zacarías presentó a Jesús de Nazaret en colores. En 1968 Miguel Zacarías comenzó a anunciar las tres películas que empezarían a rodarse un año después. Una mostraría ternura de niño en Jesús, el niño Dios, se asistiría a sus enseñanzas de joven en Jesús, María y José y, posteriormente, a sus milagros como hombre junto con su crucifixión en Jesús, nuestro Señor.

## Filmografía
- Jesús de Nazareth (1942)
- María Magdalena: Pecadora de Magdala (1945)
- Reina de reinas: La Virgen María (1945)
- El mártir del calvario (1952)
- El proceso de Cristo (1965)
- Jesús, el niño Dios (1969)
- Jesús, María y José (1969)
- Jesús, nuestro Señor (1970)